# Río Grande de Matagalpa
Río Grande de Matagalpa – rzeka w środkowej i wschodniej Nikaragui. Rzeka wypływa ze wzgórz w pobliżu miasta Matagalpa i uchodzi do Morza Karaibskiego.
Długość rzeki wynosi 430 km. Głównym dopływem Río Grande de Matagalpa jest rzeka Tuma.